# Sara Maldonado
Sara Maldonado Fuentes (Veracruz, Meksiko - 10. ožujka 1980.) meksička je glumica.

## Životopis

### Karijera
Sara Maldonado prvi je put stala pred televizijske kamere 2001. godine u televizijskoj seriji El juego de la vida. 2002. godine glumi Tatianu del Moral u telenoveli Clase 406. 2004. godine utjelovljuje Dianu Antillón De La Regueru. 2006. godine utjelovljuje Paulina Cervantes-Bravo u meksičkoj telenoveli Ljubav i mržnja. Zatim sudjeluje u još nekim televizijskim serijama. 2010. godine postaje Aurora Ponce de León u Telemundovoj telenoveli Aurora.

### Privatni život
Sara je rođena u Meksiku. Ima oca Marija Maldonada, majku Saru Fuentes, dva starija brata: Marija i Jesúsa i sestru Fabiolu. Nadimci su joj Sarita i Sari. Također, najdraže su joj životinje konji. 13. prosinca 2007. godine udala se za Billyja Rovzara.
U veljači 2011.godine putem twittera objavila je da se razvodi.

## Telenovele
| Godina    | Telenovela             | Uloge                                                              |
| --------- | ---------------------- | ------------------------------------------------------------------ |
| 2001-2002 | El juego de la vida    | Lorena Álvarez                                                     |
| 2002-2003 | Clase 406              | Tatiana Del Moral                                                  |
| 2004      | Corazones al límite    | Diana Antillón de la Reguera                                       |
| 2006-2007 | Mundo de fieras        | Paulina Cervantes-Bravo                                            |
| 2007-2008 | Tormenta en el paraíso | Aymar Lazcano Mayu                                                 |
| 2010-2011 | Aurora                 | Aurora Ponce de León                                               |
| 2011      | La reina del Sur       | Verónica Cortés                                                    |
| 2011-2012 | El octavo mandamiento  | Camila San Millán                                                  |
| 2014      | Camelia la Texana      | Camelia Pineda "La Texana"                                         |
| 2016-2017 | Perseguidos            | Patricia "La Perrys" Arévalo                                       |
| 2017-2018 | Las malcriadas         | Laura Espinosa Urrutia / Laura González Ruiz /Belén Espinosa Ortiz |